# Matthieu Gauzin
Matthieu Gauzin (* 27. Februar 2001 in Saint-Doulchard) ist ein französischer Basketballspieler.

## Laufbahn
Gauzin spielte in der Jugend von ASPTT Bourges, dann von CJM Bourges und Fleury-les-Aubrais. Anschließend wurde er im Nachwuchsleistungszentrum von Le Mans Sarthe Basket ausgebildet, in der Saison 2019/20 gab er seinen Einstand in der ersten Liga Frankreichs, nachdem er im Mai 2019 in Le Mans einen Profivertrag erhalten hatte. Zur Saison 2020/21 wurde er von Le Mans an den Erstligakonkurrenten Champagne Basket Châlons-Reims ausgeliehen und ging danach zu seinem Stammverein zurück.
Ende Mai 2022 wurde er als Neuzugang des Erstligisten BCM Gravelines-Dunkerque vorgestellt. Anfang Oktober 2023 holte ihn Erstligisten Metropolitans 92 als Ersatz für einen verletzten Spieler.

### Nationalmannschaft
Bei der U17-Weltmeisterschaft 2018 gewann er an der Seite von Killian Hayes und Théo Malédon die Silbermedaille.